# Allentsteiger Hochland
Das Allentsteiger Hochland ist eine Hochfläche im zentralen Waldviertel in Niederösterreich.
Die von Waldwirtschaft und Ackerbau dominierte Hochfläche beinhaltet zahlreiche feuchte Mulden, die oft trockengelegt wurden oder als Feuchtgrünland genutzt werden. Die ökologisch wertvollsten Feuchtgebietskomplexe befinden sich entlang der zum Teil naturnahen, kleinen Bäche.
Besonders in der Wild und am Truppenübungsplatz Allentsteig herrscht eine vielfältige Waldvegetation mit einer reichen Flora und Fauna.